# Bursa Jagiellońska w Krakowie
Bursa Jagiellońska – dom studencki i hotel asystencki Uniwersytetu Jagiellońskiego w Krakowie, otwarty w 1976, usytuowany przy ul. Śliskiej 14 w starej części Podgórza.
Swoją nazwą nawiązuje do krakowskiej Bursy Ubogich ufundowanej w 1409 przez Jana Isnera, a po jej odnowieniu w XVI w. przez Annę Jagiellonkę nazywanej także Bursą Jagiellońską.
Od wielu lat „Bursa Jagiellońska” obsługuje również turystów, jest jednym z najstarszych krakowskich hosteli.
W 2009 budynek został docieplony, zaś podczas wakacji 2010 zostały odnowione wnętrza akademika i hostelu.

## Specyfikacja
- Standard: hostel
- Liczba miejsc: 200